# 維斯洛博基
49°56′27″N 24°10′47″E / 49.94083°N 24.17972°E
維斯洛博基（烏克蘭語：Вислобоки），是烏克蘭西部的村莊，隸屬利維夫州的利維夫區。該村始建於1762年，面積40.67平方公里，海拔高度262米，2016年人口390，人口密度每平方公里40.67人。